# Wimbledon Common
Wimbledon Common ist eine große Grünfläche in Wimbledon im Südwesten Londons.

## Geschichte
Im Jahr 1864 versuchte der Grundherr, Earl Spencer, dem das Gut Wimbledon gehörte, eine private Gesetzesinitiative durch das Parlament zu bringen, um den Common für die Schaffung eines neuen Parks mit Haus und Gärten zu umzäunen und einen Teil zur Bebauung zu verkaufen. In einer wegweisenden Entscheidung für englisches Gemeindeland und nach einer Untersuchung wurde die Erlaubnis verweigert und 1871 ein Verwaltungsausschuss eingerichtet, der die Eigentumsrechte am Common wahrnimmt und seinen natürlichen Zustand erhält.
Die Windmühle steht in der Nähe des Zentrums von Wimbledon Common und ist der Ort, an dem Robert Baden-Powell Teile des 1908 erschienenen Buches Scouting for Boys schrieb.

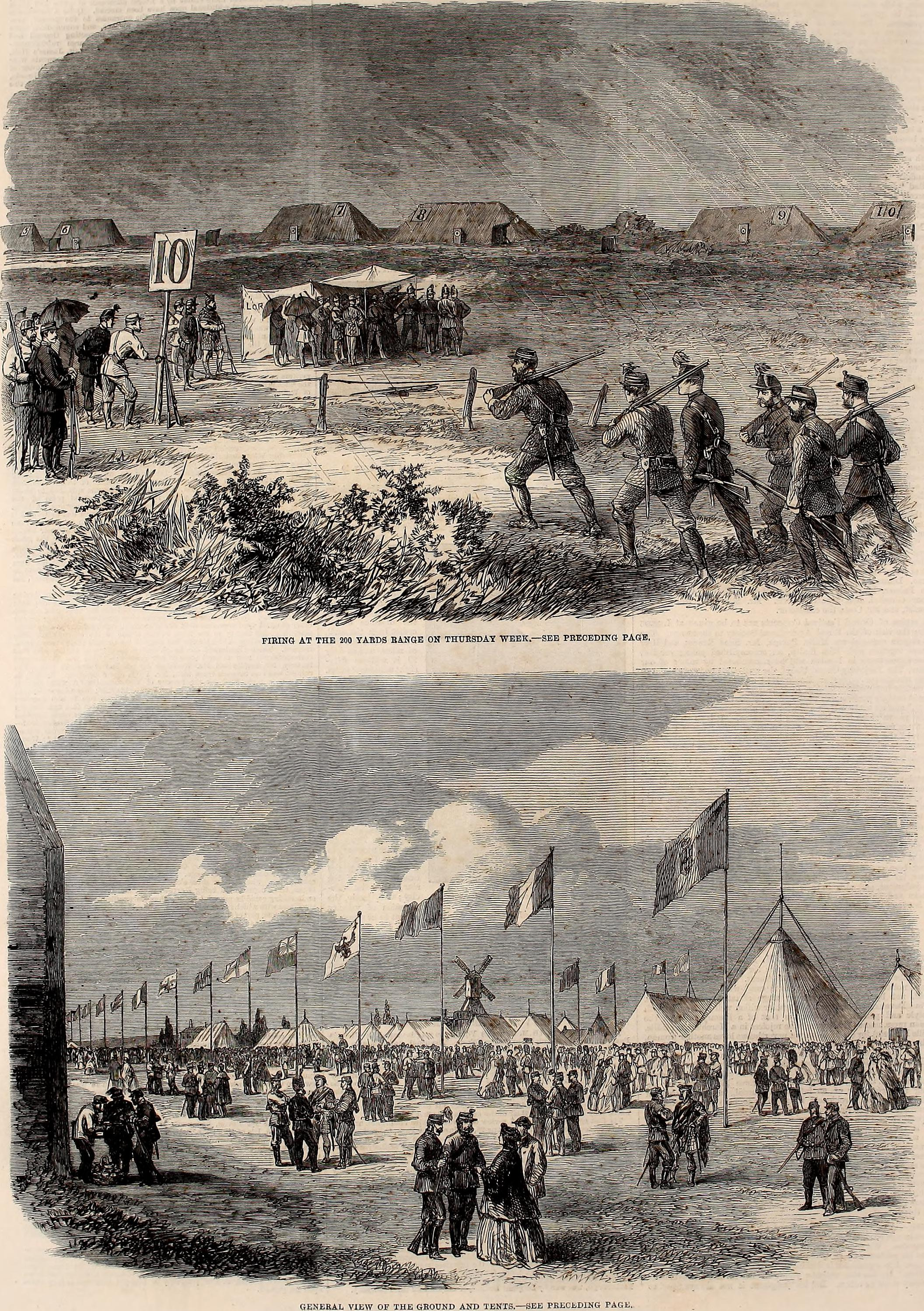
National Rifle Association Meeting 1861 im Wimbledon Common

Im 19. Jahrhundert war die Windmühle das Hauptquartier der National Rifle Association und zog jedes Jahr im Juli große Menschenmengen zum Imperial Meeting an, wobei es sich um die nationale Meisterschaft der Vereinigung handelte.

## Status und Verwaltung
Wimbledon Common ist Teil der Wimbledon and Putney Commons, die aus dem Wimbledon Common, Putney Heath und Putney Lower Common bestehen und insgesamt 460 Hektar umfassen.
Wimbledon Common ist ebenso wie Putney Heath und Putney Lower Common durch den Wimbledon and Putney Commons Act von 1871 geschützt. Die Fläche darf weder eingezäunt noch bebaut werden. Der Common dient der Allgemeinheit zur Erholung und der Erhaltung von natürlicher Flora und Fauna.
Der größte Teil des Common ist ein Gebiet von besonderem wissenschaftlichem Interesse und ein besonderes Schutzgebiet gemäß der EG-Habitatrichtlinie. Die Natur- und Tierschutzbehörde English Nature begleitet die Verwaltung („Conservators“) bei dem Management des Parks. Wimbledon Common und Putney Heath finden sich auch auf der Liste des Site of Metropolitan Importance for Nature Conservation.
Der Verwaltungsrat der Commons besteht aus acht Personen, von denen fünf alle drei Jahre gewählt werden. Die drei weiteren werden je vom Umwelt-, Verteidigungs- und Innenministerium benannt. Den Betrieb führen ein leitender Angestellter und ein Förster. Insgesamt sind etwa 23 Mitarbeiter beschäftigt, darunter sieben berittene Aufseher und zwei Platzwarte für die Sportfelder.
Der Verwaltungsrat ist für das jährliche Budget von rund 1 Million britischer Pfund verantwortlich. Der Großteil der Einnahmen stammt aus einer jährlichen Abgabe auf Häuser im Umkreis von 1,2 Kilometern um die Commons. Die Abgabenzahler haben dafür das Recht, über die fünf gewählten Conservators abzustimmen.

## Flora und Fauna
Wimbledon Common bildet die größte Fläche Heideland in der Umgebung von London. Es enthält auch ein Moorgebiet mit einzigartiger Flora. Auf den westlichen Hängen, deren Boden Londoner Lehm ist, sind alte Mischwälder gewachsen. Der Park ist Heimat einer wichtigen Kolonie von Hirschkäfern.

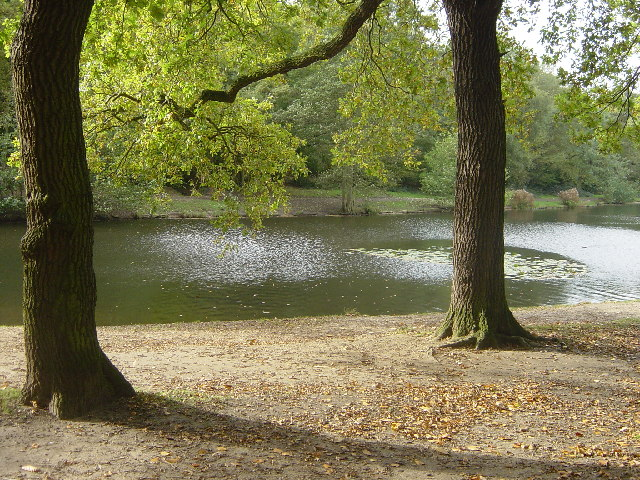
Queensmere

Zwei breite, flache Teiche, Kingsmere und Rushmere, liegen in den höheren Teilen von Wimbledon Common und scheinen durch Kiesabbau entstanden zu sein. Der etwas abgelegenere Teich Queensmere ist etwas tiefer und wurde in einem kleinen Tal aufgestaut.

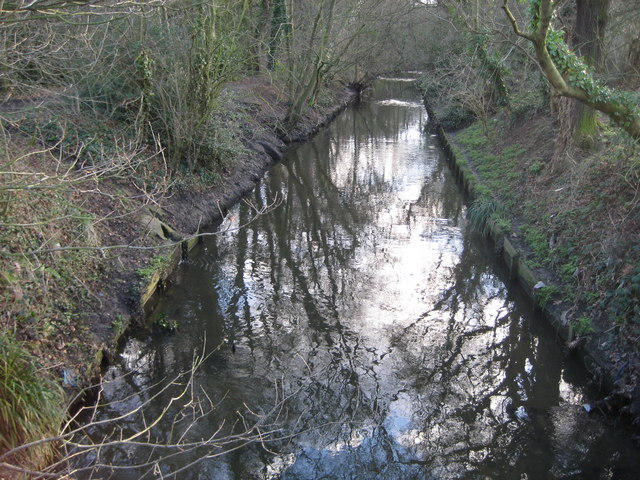
Beverley Brook im Wimbledon Common

Der Bach Beverley Brook verläuft entlang des westlichen Randes von Wimbledon Common. Der Wasserlauf war die historische Grenze von Südwest-London.
In der Nähe von Beverley Brook und Warren Farm befinden sich zwei örtliche Naturreservate, die vom London Wildlife Trust verwaltet werden.

## Sport und Erholung
Die Richardson Evans Memorial Playing Fields, die Teil des Commons sind, bieten Fußball- und Rugbyplätze für lokale Schulen und Vereine. Das Gelände ist derzeit die Heimat des Rugby Vereins London Cornish RFC und war der Trainingsplatz für Harlequins RL. Hier findet auch das jährliche National Schools Sevens Rugby-Turnier statt. Auf dem Gelände können auch viele andere Sportarten wie Australian Rules Football und Ultimate Frisbee ausgeübt werden.
Jeden Samstagmorgen findet auf dem Gelände ein Parkrun statt, bei dem in der Regel mehr als 300 Läufer 5 Kilometer absolvieren. Die Strecke beginnt und endet an der Windmühle.

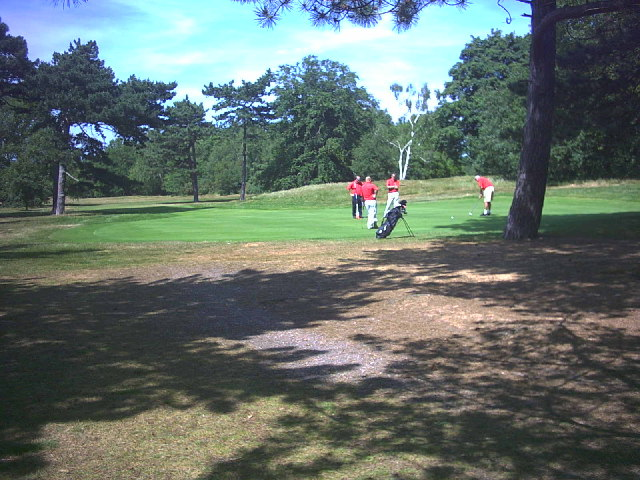
Golf im Wimbledon Common

Der Common ist nicht nur ein beliebter Ort zum Radfahren, Joggen und Spazierengehen, sondern auch die Heimat zweier 18-Loch Golfplätze, des Wimbledon Common Golf Club und des London Scottish Golf Club. Er ist auch die Basis für den Thames Hare and Hounds, den ältesten Cross Country Running Club der Welt.
Für Reiter bietet der Common etwa 16 Meilen Strecke für Ausritte.

## Wimbledon Common in Medien und Literatur
Wimbledon Common ist bekannt als die fiktive Heimat der Wombles, eine Reihe von pelzigen Charakteren, die von der Autorin Elizabeth Beresford geschaffen wurde. Die Wombles geben Kinderromanen, einer eigenen Stop-Motion-Fernsehserie und einer Popmusikgruppe den Namen.

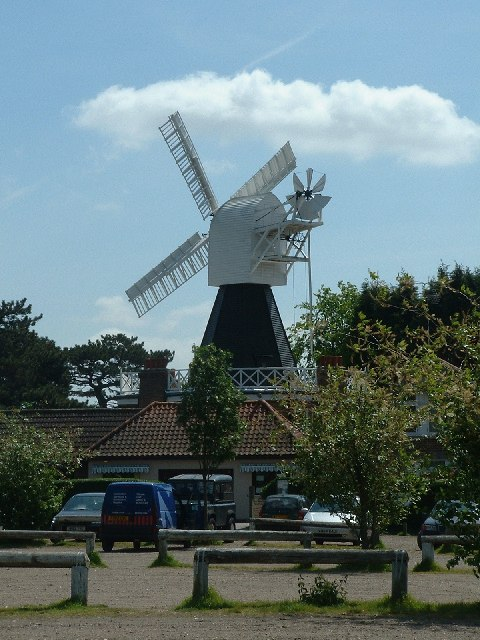
Die Windmühle, Wimbledon Common

Er kommt auch in dem Roman The Wimbledon Poisoner von Nigel Williams vor, dessen Handlung in der Windmühle kulminiert.
Die fiktive Zeitmaschine TARDIS hält am Ende der Doctor-Who-Folge The Massacre of St Bartholomew's Eve (3. Staffel) kurz im Common an.
Der Common ist ein Schauplatz von H. G. Wells The War of the Worlds.
Parkside, die den Common östlich begrenzende Straße, ist der Schauplatz für die Romane der Serie The Desolate Tree von Raphael Sangorski.
Wimbledon Common kommt in J. R. Ackerleys Memoiren über sein Leben mit seinem Schäferhund, My Dog Tulip, vor.
In der BBC 4-Fernsehserie Detectorists von 2014 streiten sich die Protagonisten Andy und Lance darüber, ob der Common real ist oder nur die fiktive Heimat der Wombles.